# میدان‌بانی

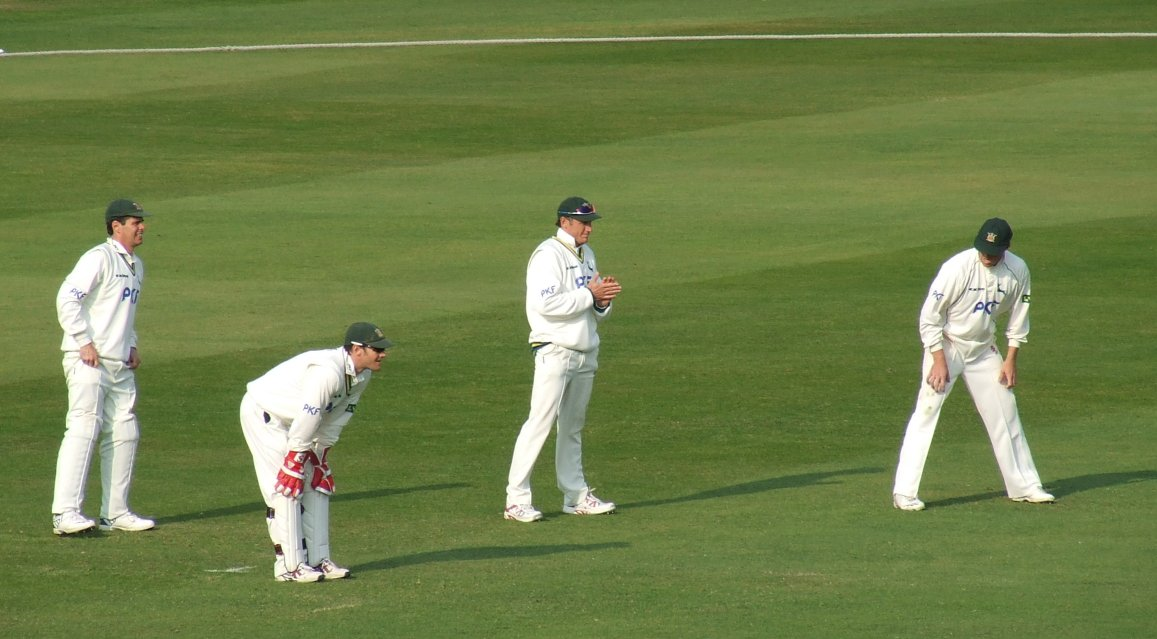
ویکت‌بان (خم‌شده) و سه میدان‌بان، آمادهٔ جمع کردن توپ

میدان‌بانی (به انگلیسی: Fielding) در ورزش کریکت به تلاش میدان‌بان‌ها برای سریع جمع کردن توپِ دفع‌شده توسط توپ‌زن گفته می‌شود، به گونه‌ای که یا تعداد دوش‌هایی را که توپ‌زن انجام می‌دهد محدود کنند، یا با قاپیدن توپ در هوا یا انداختن ویکت در حین دوشِ توپ‌زن، او را بسوزانند.
میدان‌بان‌ها می‌توانند توپ را با هر قسمتی از بدنشان جمع کنند. اما اگر حین گردش توپ، آن را عامدانه به نحوی دیگر (مثلاً با کلاه) جمع کنند، پرتاب/توپ خواهد سوخت و ۵ دوش به عنوان جریمه (پنالتی) به تیم حریف داده خواهد شد، مگر آن‌که توپ قبلاً به یکی از توپ‌زنان اصابت کرده باشد، بدون اینکه او سعی کرده باشد آن را دفع کند یا جاخالی دهد. اکثر قوانین مربوط به میدان‌بانان در قانون ۴۱ کریکت تبیین شده‌است.